# Gorybia martes
Gorybia martes là một loài bọ cánh cứng trong họ Cerambycidae.